# 奧佩特內 (波克羅夫斯克區)
48°05′46″N 37°43′22″E / 48.09611°N 37.72278°E

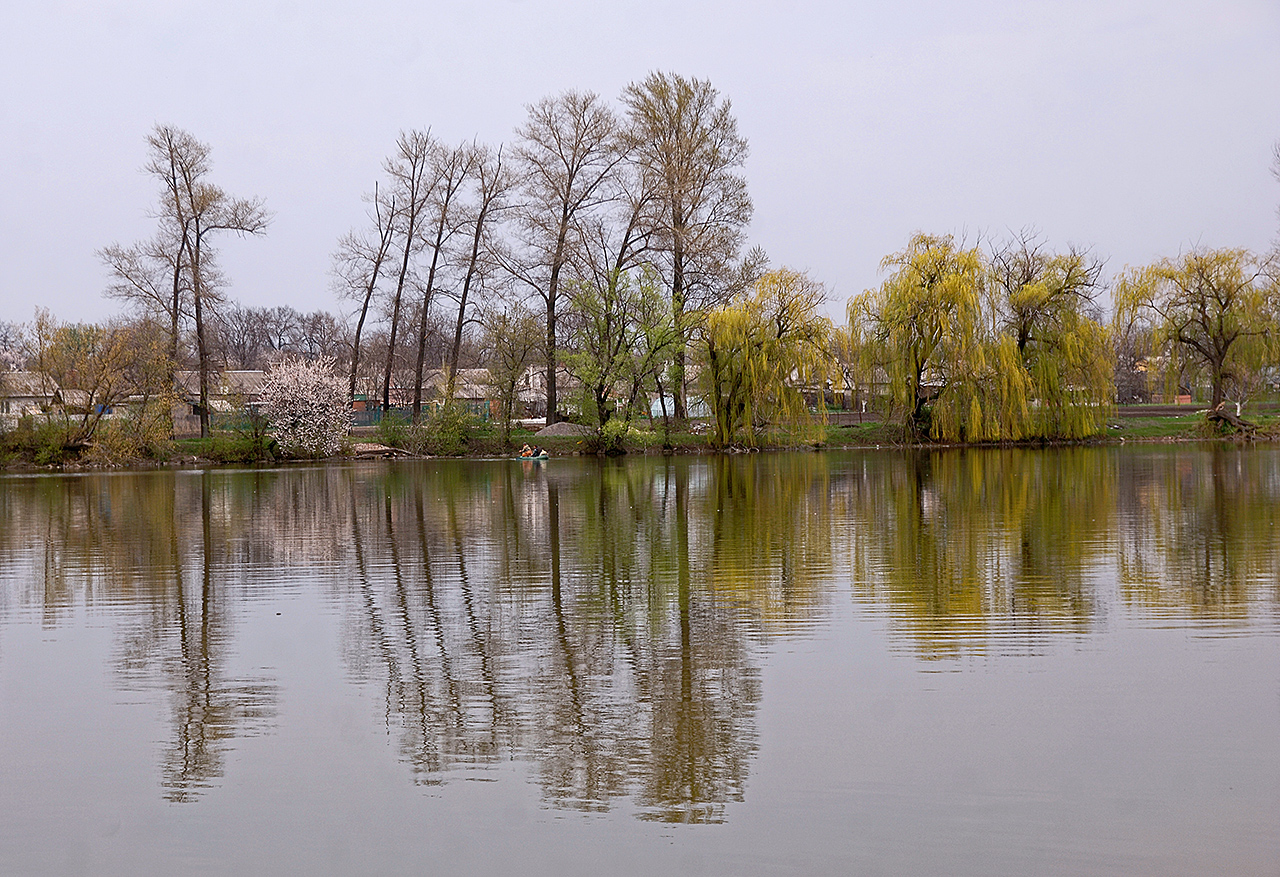
奧佩特內

奧佩特內（羅馬化：Opytne）是乌克兰東部的鎮，由顿涅茨克州波克羅夫斯克區的阿夫迪伊夫卡市镇負責管轄。

## 歷史
在俄乌战争的阿夫迪伊夫卡戰役中，該鎮因處於俄方控制的頓涅茨克與烏方控制的阿夫迪伊夫卡之間，所以該鎮對雙方都非常重要。2022年11月11日，战争研究所報導奧佩特內已被俄軍控制。

## 人口統計
根據 2001年烏克蘭人口普查，该鎮人口為755人，他們的母語分配如下：
- 乌克兰语：23.6%
- 俄语：76.3%
- 其他：0.1%